# Longobarden
De Longobarden (ook Langobarden, waarmee verwezen werd naar een hun toegeschreven lange baardgroei,  of Lombarden, wat een latere aanpassing is aan hun veel  latere woongebied Lombardije) waren een Germaans volk dat oorspronkelijk in Scandinavië woonachtig was. Hun taal was het Longobardisch. Ze waren bij de Romeinen in ieder geval al bekend in 98, toen Tacitus hen vermeldde in zijn Germania. Vanuit zuidelijk Zweden staken de oer-Longobarden de Oostzee over, vermoedelijk als deel van de Semnonen waarvan zij zich afscheidden in een nieuw woongebied aan de benedenloop van de Elbe.

## Migratie naar het zuiden

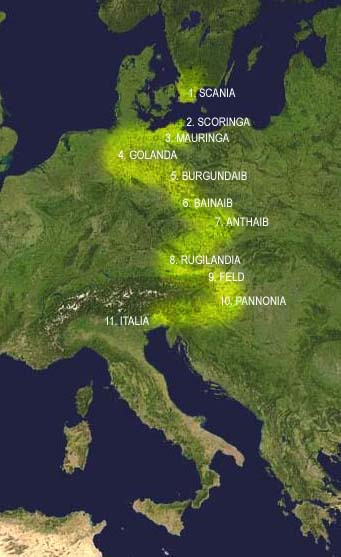
De Longobardische volksverhuizing

De volksverhuizing van de Longobarden vond in etappes plaats. Vanaf 200 verplaatsten de Longobarden zich langzaam van de benedenloop van de Elbe, stroomopwaarts naar wat nu de Duitse deelstaat Saksen-Anhalt is. Omstreeks 350 hadden de laatste Longobarden het gebied aan de benedenloop van de Elbe verlaten. Tussen 350 en 493 trokken zij verder, naar wat nu de Duitse deelstaat Saksen is en naar Bohemen. In deze periode werden ze gekerstend tot het arianisme, en van een aantal hoofdelingen uit die periode zijn de namen bekend: (Lethuoc, Hildeoc, Godehoc en Claffo).
In 493 verschenen de Longobarden in het gebied waar voorheen de Rugiërs zich hadden gevestigd: de Romeinse provincie Noricum, tegenwoordig Oostenrijk. De Longobarden waren nu een groot volk - vermoedelijk hadden verschillende delen van andere Germaanse stammen zich tijdens de migratieperiode bij de Longobarden aangesloten, vreedzaam dan wel gedwongen. In Noricum raakten de Longobarden herhaaldelijk slaags met de Herulen, die oostelijker een koninkrijk hadden gesticht aan de Tisza en de Mureş. Het merendeel van de overwonnen Herulen voegde zich na 505 bij de Longobarden. De opvolger van Tato, Wacho, versloeg de Sueven aan de Donau. Door deze veroveringen kregen de Longobarden het westelijke deel van de voormalige Romeinse Provincie Pannonië in bezit.
Tijdens de migratieperiode van de Longobarden was hun stamstructuur geleidelijk aan veranderd. De Longobarden werden niet langer geleid door een aantal hoofdelingen, maar werden nu geregeerd door één koning. De eerste koning die bekend is heette Tato. Deze vernietigde het koninkrijk van de Herulen in 505 of 508-510. 
De Byzantijnen zochten toenadering tot de Longobarden en omstreeks 540 werden de Longobarden foederati, ofwel bondgenoten van het Byzantijnse Rijk. Als zodanig vochten de Longobarden mee in de oorlogen van de Byzantijnen. Zo werden zij ingezet in de oorlog tegen de Ostrogoten en vochten zij mee in het oosten tegen de Perzen. In de tussentijd kregen de Longobarden in Pannonië te maken met invallen door de Avaren. De Romeinen hadden echter geen belang bij deze oorlog en gaven de Longobarden geen steun. Alboin, de opvolger van koning Audoin, sloot een niet-aanvalsverdrag met de Avaren en smeedde een groot Longobardisch leger samen, bestaande uit veteranen die tegen de Goten en Perzen hadden gevochten. In 567 viel dit leger de Gepiden aan en vernietigde hun koninkrijk. De laatste Gepidenkoning Cunimund werd gedood en Alboin dwong de dochter van de vermoorde koning, Rosamunde, tot een huwelijk.

## Italië

Longobardische rijk in 572 na hun invasie van Italië.

Onder druk van de Avaren verlieten in 568 de Longobarden en een deel van de Gepiden de Balkan, trokken de Alpen over en vielen Italië binnen. Hoewel ze er niet in slaagden om de ommuurde steden in te nemen, veroverden ze een groot deel van Noord- en Midden-Italië, met name in Friulië en de Povlakte. De Longobarden zochten bevestigde steden als de uitgangspunten voor hun macht en de stad Pavia op de Povlakte werd de hoofdstad van het koninkrijk nadat deze in 572 was ingenomen na het beleg van Pavia. Dit betekende het einde van de politieke eenheid van Italië, tot in de 19e eeuw. De macht van de Oost-Romeinse keizer werd daardoor ingeperkt tot het exarchaat Ravenna en enkele kuststeden in Zuid-Italië.

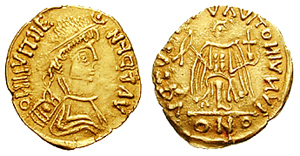
Gouden tremissis van de Longobarden, eind 6e eeuw

Het duurde tien jaar voordat de Longobarden een nieuwe koning konden kiezen na de dood van Alboin en zijn opvolger Cleph. Koning Authari en zijn opvolger koning Agilulf van de Longobarden werden na 584 heersers van een centraal bestuurd rijk waarin de steden Cremona, Mantua en Padua hun beschermheer Byzantium moesten opgeven. De Longobardische adel versmolt met de Romeinse en koos de steden als vestigingsplaats. Na het jaar 600 bekeerden ze zich tot het katholicisme; daarvóór waren ze voornamelijk heidenen of ariaanse christenen. Aan het einde van de 7de eeuw waren de Longobarden geen etnische eenheid meer en gebruikten ze hun taal niet langer. 
In 755 werd hun koning Aistulf, die de Paus bedreigde, verslagen door het leger van de Frank Pepijn de Korte onder leiding van Chrodegang. De Longebarden verloren in 573 hun steunpunten Verona en Pavia. Nadien schonk Pepijn de Korte het gebied dat hij veroverd had van de Longobarden aan de Paus. Dit luidde het begin van de Kerkelijke Staten in. 
De laatste echte Longobardische koning was Desiderius, die regeerde tot 774, waarna Karel de Grote hun rijk niet alleen veroverde, maar ook de titel "Koning der Longobarden" overnam. Dit was de eerste keer dat een Germaans leider de titel van Koning van een ander Germaans volk overnam. De Longobarden werden naderhand geleidelijk opgenomen in de omringende Italo-Romeinse bevolking van Noord- en Midden-Italië.
In de Dom van Monza bevindt zich een Longobardische schat waarin zich ook de IJzeren Kroon der Longobarden bevindt.
Hoewel niet zo bekend, staan er in Italië enkele tientallen kerken en andere monumenten van de Longobardische architectuur.

## Verwante onderwerpen
- Koningen van de Longobarden
- Het koninkrijk der Longobarden in Italië (568-774)
- De regio Lombardije in Italië

## Verwijzingen
Karin Priester: Geschichte der Langobarden: Gesellschaft – Kultur – Alltagsleben. Theiss, Stuttgart 2004.
Alemannen · Ambivarieten · Ambronen · Ampsivaren · Angelen · Angrivariërs · Asdingen · Baemi · Bajuwaren · Bastarnen · Bataven · Bourgondiërs · Bructeren · Cananefaten · Chamaven · Chasuarii · Chatten · Chattuarii · Chauken · Cherusken · Cimbren · Cugerni · Dulgubnii · Fosi · Franken · Frisii · Gepiden · Goten · Harii · Helisiërs · Hermunduren · Herulen · Juten · Lakringen · Lemoviërs · Longobarden · Lugiërs · Manimiërs · Marcomannen · Marobudui · Marsi · Mattiakken · Naharvalen · Nemeten · Nerviërs · Ostrogoten · Quaden · Rugiërs · Saksen · Semnonen · Silingen · Sitones · Skiren · Sueben · Sugambren · Suiones · Tencteren · Teutonen · Toxandriërs · Triboken · Tubanten · Tudri · Tungri · Ubiërs · Usipeten · Vandalen · Vangionen · Visigoten · Volcae · Warnen
Germani cisrhenani:
Caerosi · Condrusi · Eburonen · Paemani · Segni
Stamverenigingen:
Herminones · Ingvaeones · Istvaeones